# پیتر سیارتو

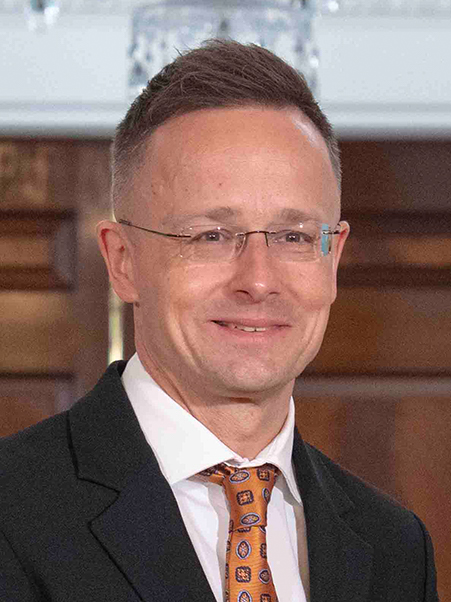
2025

پیتر سیارتو (به مجاری:Péter Szijjártó؛ تلفظ مجاری: [ˈpe:tɛr ˈsijja:rto:] ; متولد ۳۰ اکتبر ۱۹۷۸) سیاستمدار مجارستانی است که از سال ۲۰۱۴ وزیر امور خارجه و تجارت بوده است. وی پیش از این قائم مقام وزیر امور خارجه و تجارت و دبیر پارلمانی وزارت امور خارجه و تجارت بوده است. وی در ژوئن ۲۰۱۲ به سمت دبیر امور خارجه و روابط اقتصادی خارجی دفتر نخست‌وزیری منصوب شد.
سیارتو در سال ۱۹۹۸ به فیدس پیوست. او در همان سال در شهر گیور به عضویت دولت شهرداری انتخاب شد و سپس بین سال‌های ۲۰۰۶ و ۲۰۱۰ مجدداً به این سمت رسید. در سال ۲۰۰۵ به عنوان رئیس سازمان جوانان فیدلیتاس، سازمان جوانان فیدس انتخاب شد و تا سال ۲۰۰۹ این سمت را عهده‌دار بود. او اولین بار در سال ۲۰۰۲ به عضویت مجمع ملی درآمد. او در سال‌های ۲۰۰۶، ۲۰۱۰، ۲۰۱۴ و ۲۰۱۸ نیز انتخاب شد. وی در حال حاضر چهارمین دوره خود را به عنوان نماینده مجلس سپری می‌کند.
در دسامبر ۲۰۲۱ نشان دوستی به سیارتو اعطا شد که آن را از سرگئی لاوروف وزیر امور خارجه روسیه در مسکو دریافت کرد.